# Natural Elements
《Natural Elements》는 어쿠스틱 알케미의 두 번째 앨범이다.
이 밴드의 앨범 중에 가장 짧고, 8개의 음악만 들어있다, Natural Elements의 앨범부터 어쿠스틱 알케미의 음색이 나타난다.
Natural Elements에 들어있는 타이틀 음악은 BBC의 유원지 쇼, Gardener's World에서 오랫동안 연주되었다. 그리고 다시 "Casino"라는 음악으로 재 녹음되어, 피아노와 타악기 부분이 추가되었다.
"Ballad For Kay"라는 곡은 Nick Webb의 아내, Kay에게 헌정한 곡이다.

## 앨범 목록
| # | 제목                     | 작사자          | 길이 |
| - | ------------------------ | --------------- | ---- |
| 1 | "Drake's Drum"           | Webb/Carmichael | 4:49 |
| 2 | "Overnight Sleeper"      | Webb/Carmichael | 3:39 |
| 3 | "Natural Elements"       | Webb/Carmichael | 3:55 |
| 4 | "Casino"                 | Webb/James      | 3:51 |
| 5 | "If Only"                | Webb/Carmichael | 5:17 |
| 6 | "Ballad For Kay"         | Webb            | 2:59 |
| 7 | "Evil The Weasel"        | Parsons         | 5:37 |
| 8 | "Late Night Duke Street" | Webb/Carmichael | 4:46 |